# Calvaire-fontaine de Coatnant
Le calvaire-fontaine de Coatnant est un édifice situé à Irvillac en France.

## Localisation
Le calvaire-fontaine est située sur le territoire de la commune d'Irvillac, dans le département du Finistère en région Bretagne.

## Galerie

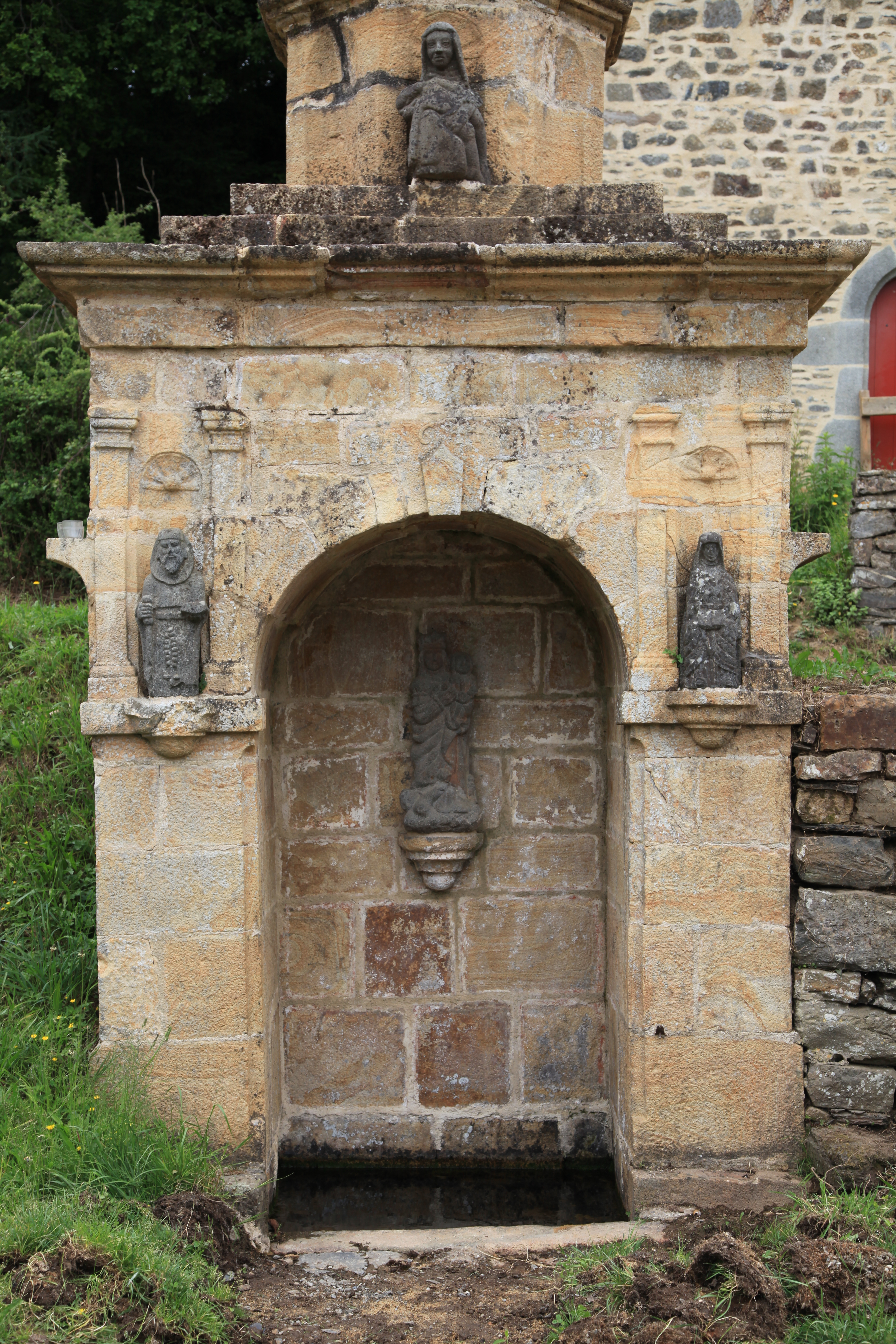
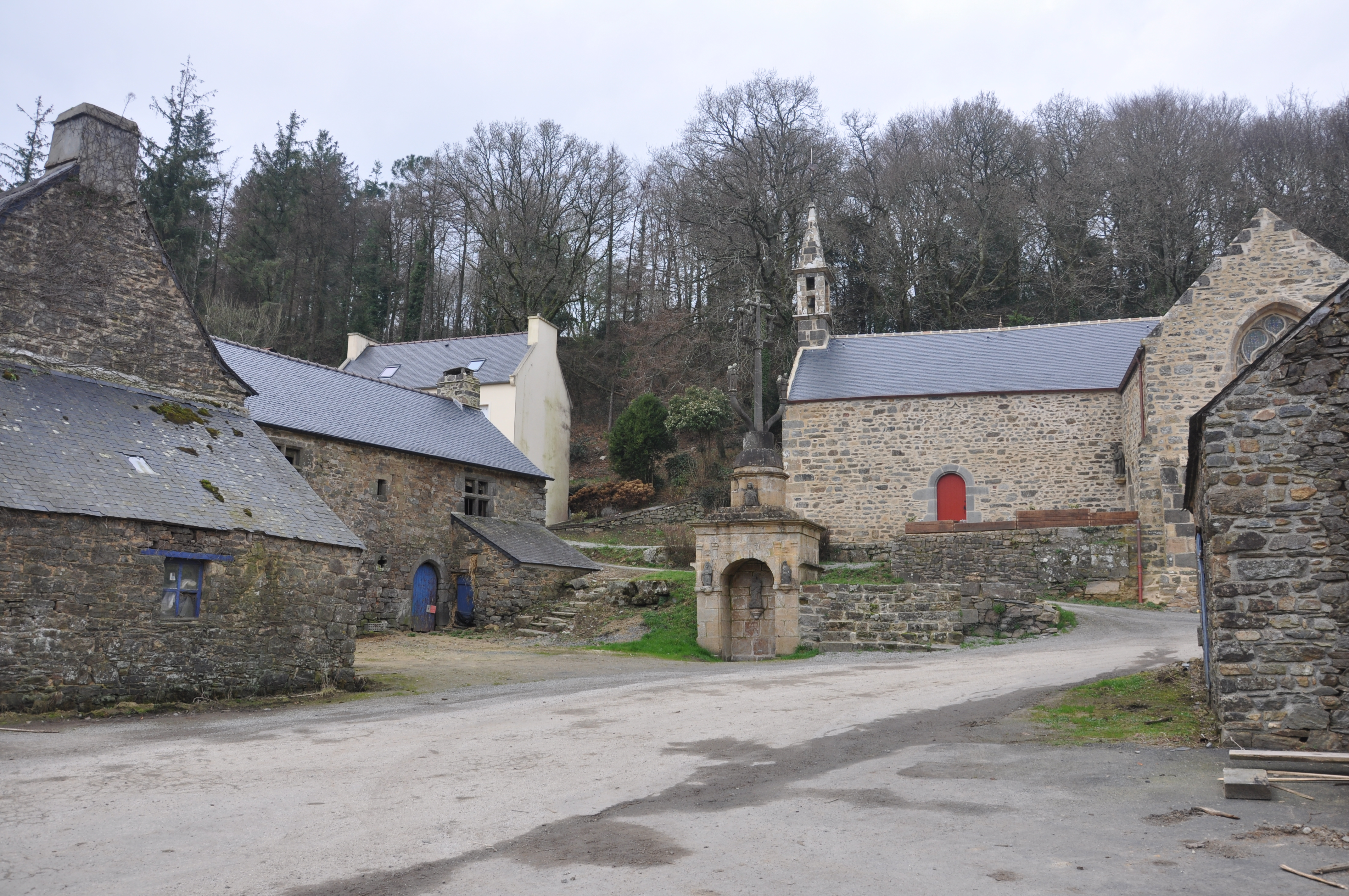
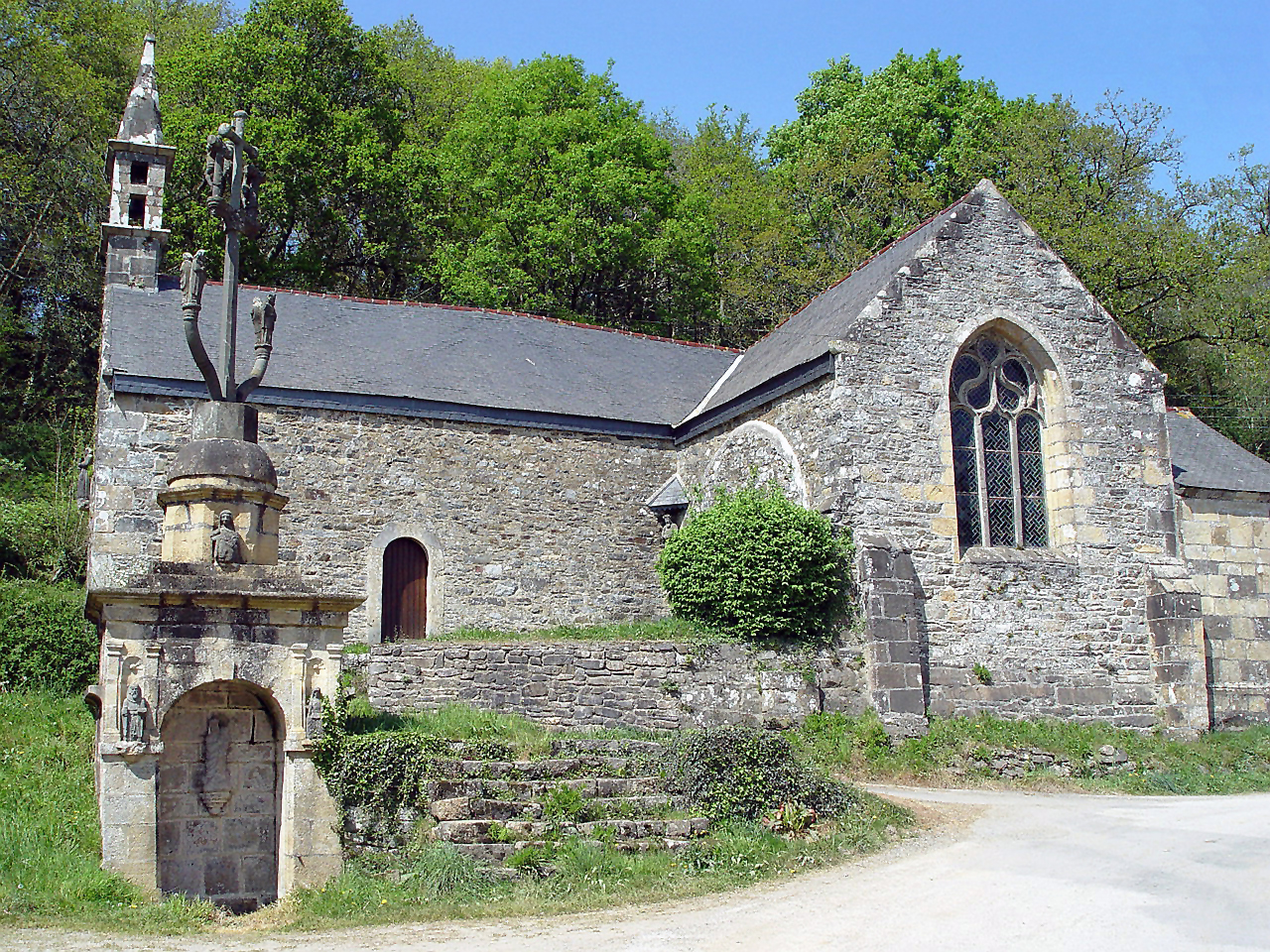
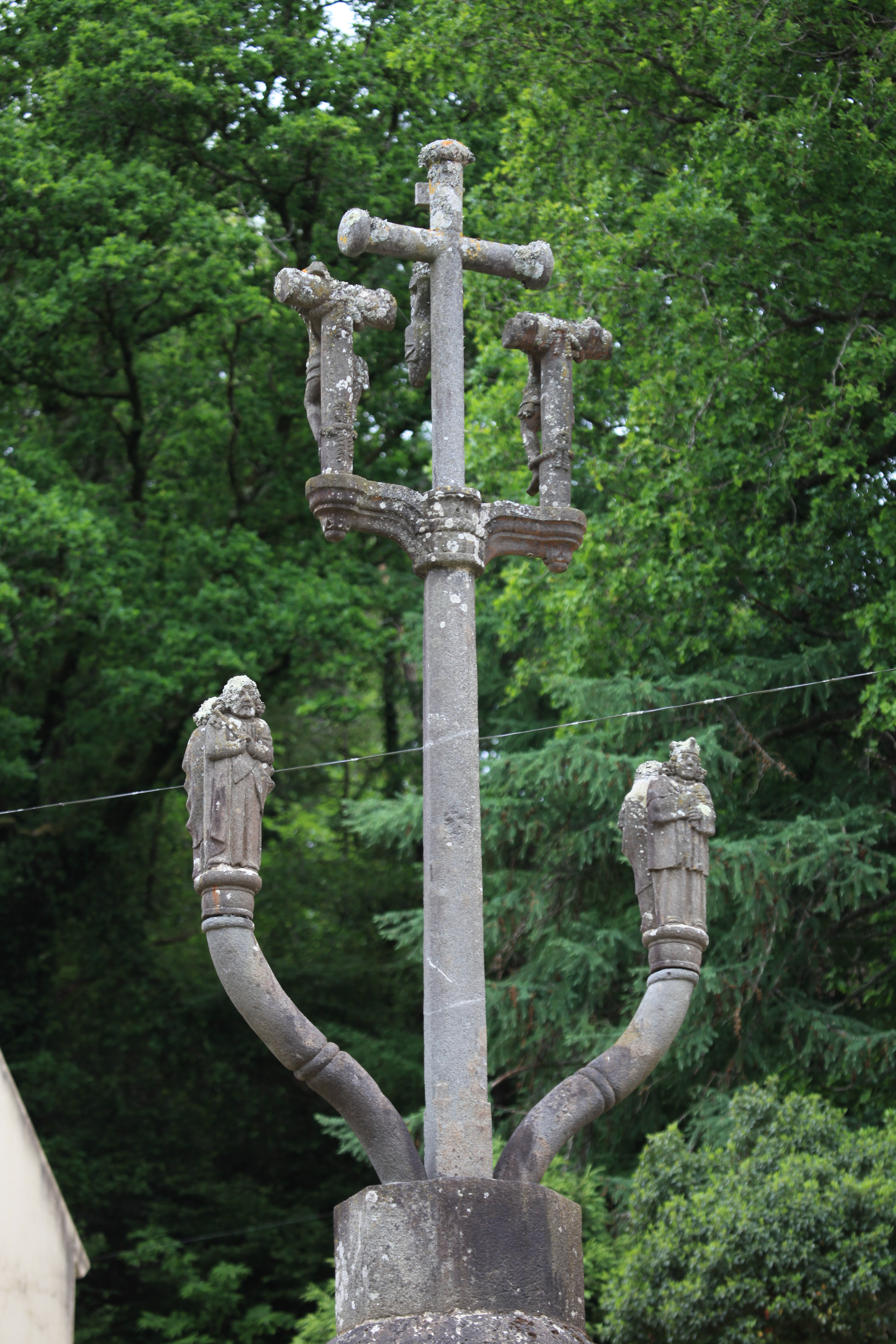
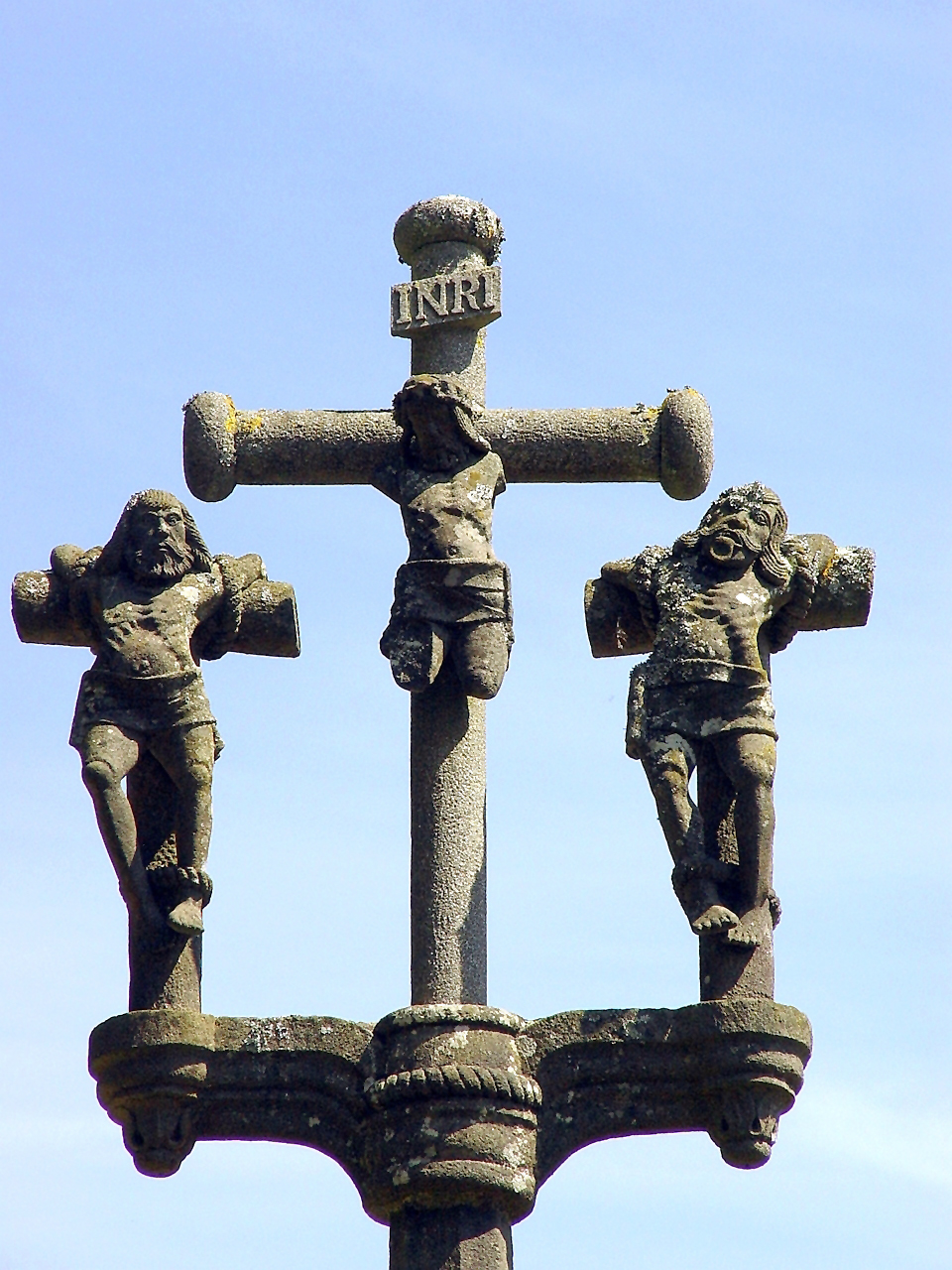
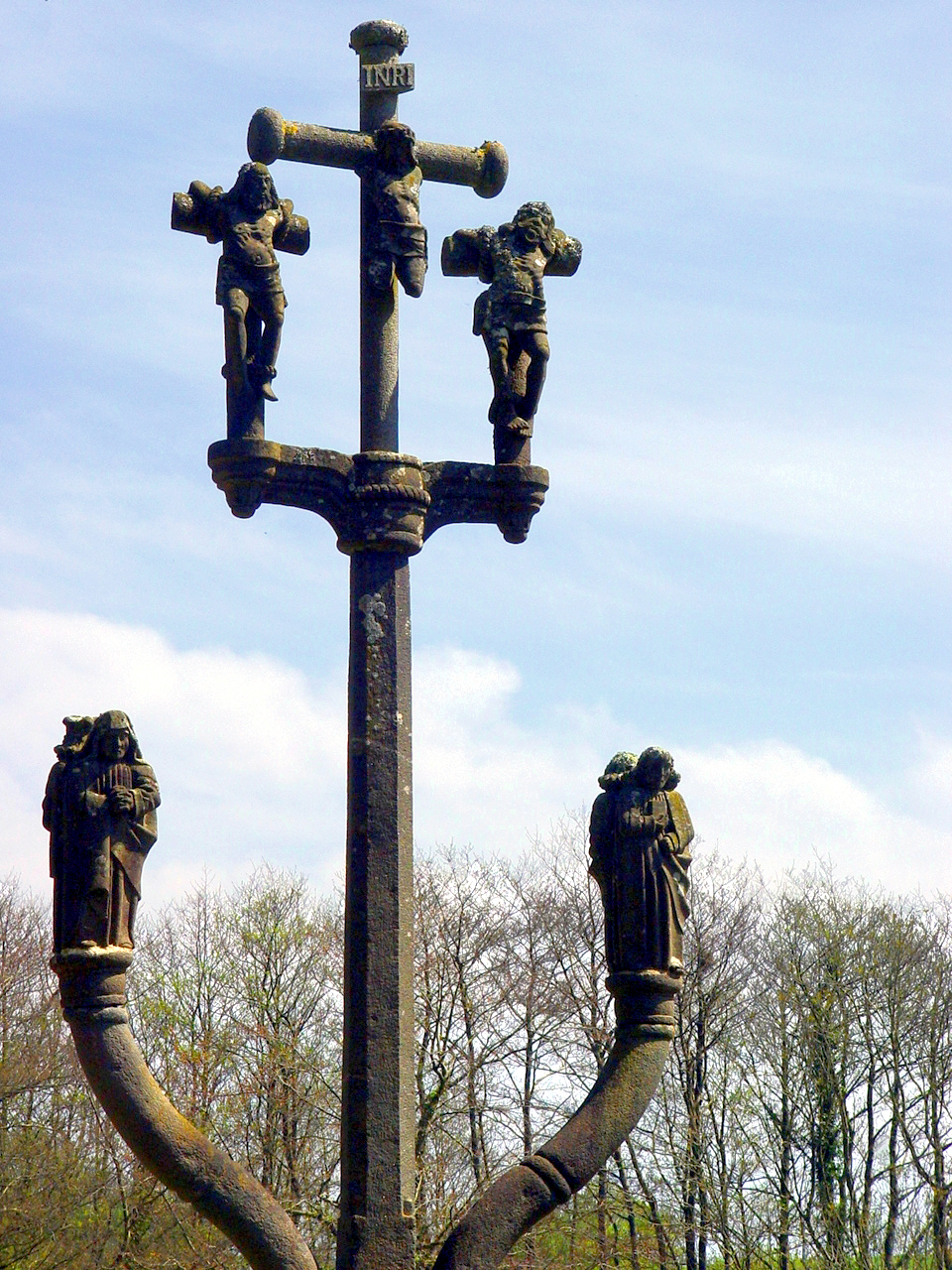
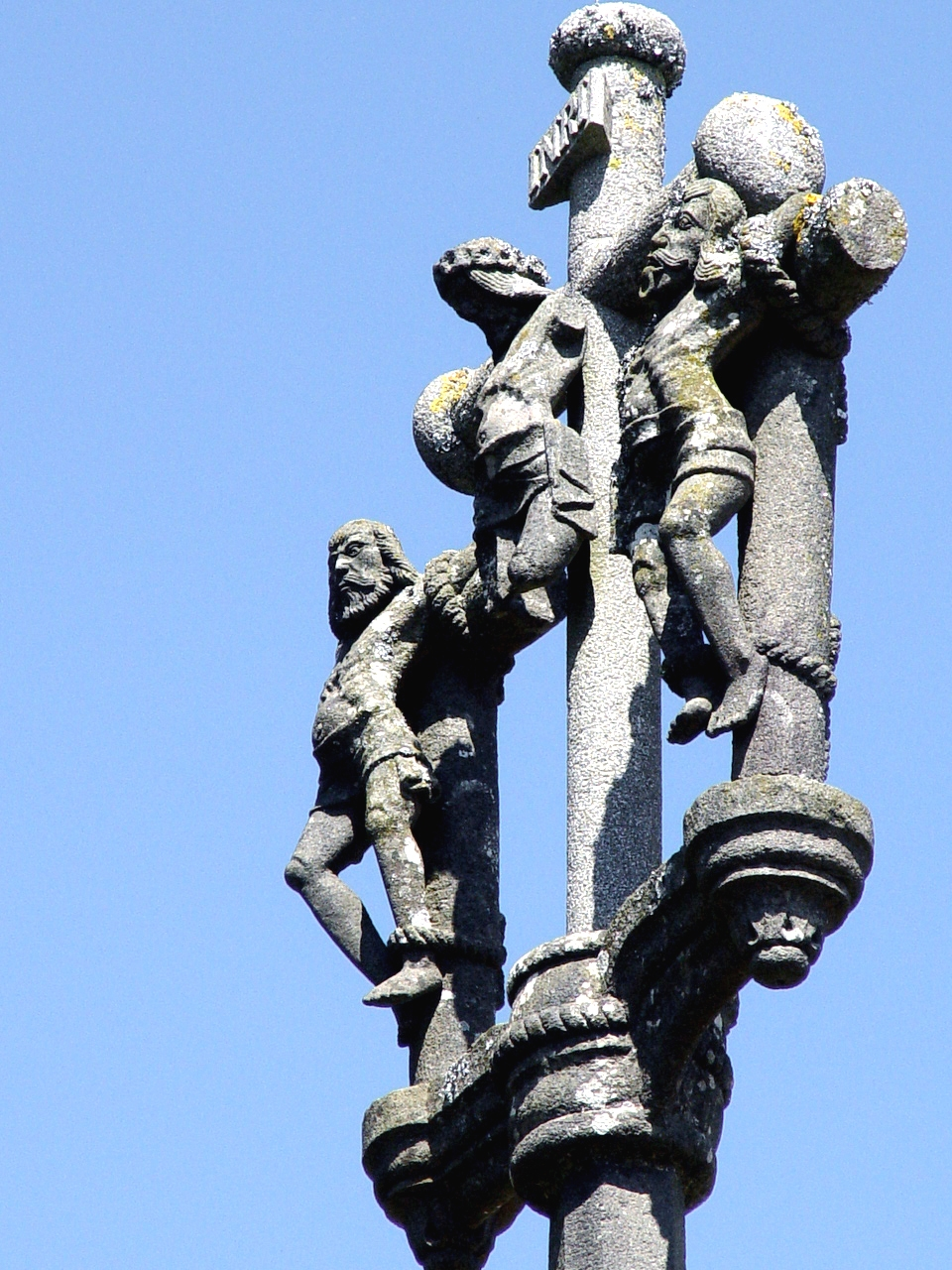

## Description
Le calvaire de Coatnant et la chapelle Notre-Dame-de-Lorette : la chapelle, en forme de croix latine, date de 1634 la date de 1629 est inscrite sur un pilier intérieur) et a été restaurée vers 1822. Ses autels latéraux portent quatre sibylles en bas-relief avec leurs attributs : Persica, Hellesponca, Phrygia, Delphica. Une pierre sculptée, encastrée dans le mur extérieur représente la Mise au tombeau avec six personnages et daterait de la fin du XVe siècle ou du XVIe siècle. Un ecce homo en pierre est sculpté sur le mur sud. Ce fut un lieu de pèlerinage très fréquenté autrefois.
Le calvaire est au-dessus d'une fontaine monumentale, datée de 1644, ornée d'une statue en pierre de la Vierge à l'enfant qui a les pieds posés sur le corps d'une femme-serpent (la démone ainsi terrassée est probablement Damona, la déesse celtique des eaux, fréquemment ainsi représentée en Bretagne). Du pied s'élèvent deux longues branches en granit, courbées en volutes et soutenant les statues adossées de Notre-Dame, saint Yves, saint Pierre et saint Jean, l'ensemble ayant une forme d'ancre de marine. Ce calvaire est dû à Roland Doré et a été classé monument historique en 1976.
Le caractère de la construction de la chapelle Notre-Dame de Lorette sise à Coat Nant en Irvillac, indique le  XVIIe siècle, et sur l'une des piles intérieures, on lit la date de 1629. Le vocable donné à cette chapelle est porté par nombres d'autres chapelles et sanctuaires de la région. En 1806, le recteur M. Paugam écrivait que cette chapelle était très fréquentée par un grand nombre de pèlerins, et qu'elle fut vendue à Yves Saliou, ancien maire. En 1822, elle tombait en ruine, et les acquéreurs en emportèrent des pierres pour réparer leurs maisons de ferme ; on y laissa la cloche, qui fut suspendue dans l'embrasure d'une fenêtre. Cette chapelle fut cédée à la fabrique et reconstruite dans de moindres proportions. On peut remarquer que les arbres entourant la chapelle sont plantés sur une plate-forme qui entoure une grande partie de l'édifice actuel et qui n'est que la base des anciens murs de la chapelle primitive.

## Historique
Le calvaire-fontaine est classé au titre des monuments historiques par arrêté du 2 novembre 1976.